# Craspedosis swinhoei
Craspedosis swinhoei là một loài bướm đêm trong họ Geometridae.